# Oculicosa supermirabilis
Oculicosa supermirabilis är en spindelart som beskrevs av Alexander A. Zyuzin 1993. Oculicosa supermirabilis ingår i släktet Oculicosa och familjen vargspindlar.
Artens utbredningsområde är Kazakstan. Inga underarter finns listade i Catalogue of Life.